# 乌桕球针壳
乌桕球针壳（学名：Phyllactinia sapii）是属于白粉菌目白粉菌科球针壳属的一种真菌，寄生在乌桕上。该种分布于台湾。